# Ludwig von Plessen-Cronstern
Ludwig Gabriel Magnus (Mogens) Graf von Plessen-Cronstern (* 11. September 1848 in Lindholm, Gevninge Sogn, Dänemark; † 18. Juli 1929 in Nehmten) war ein deutscher Diplomat.

## Leben

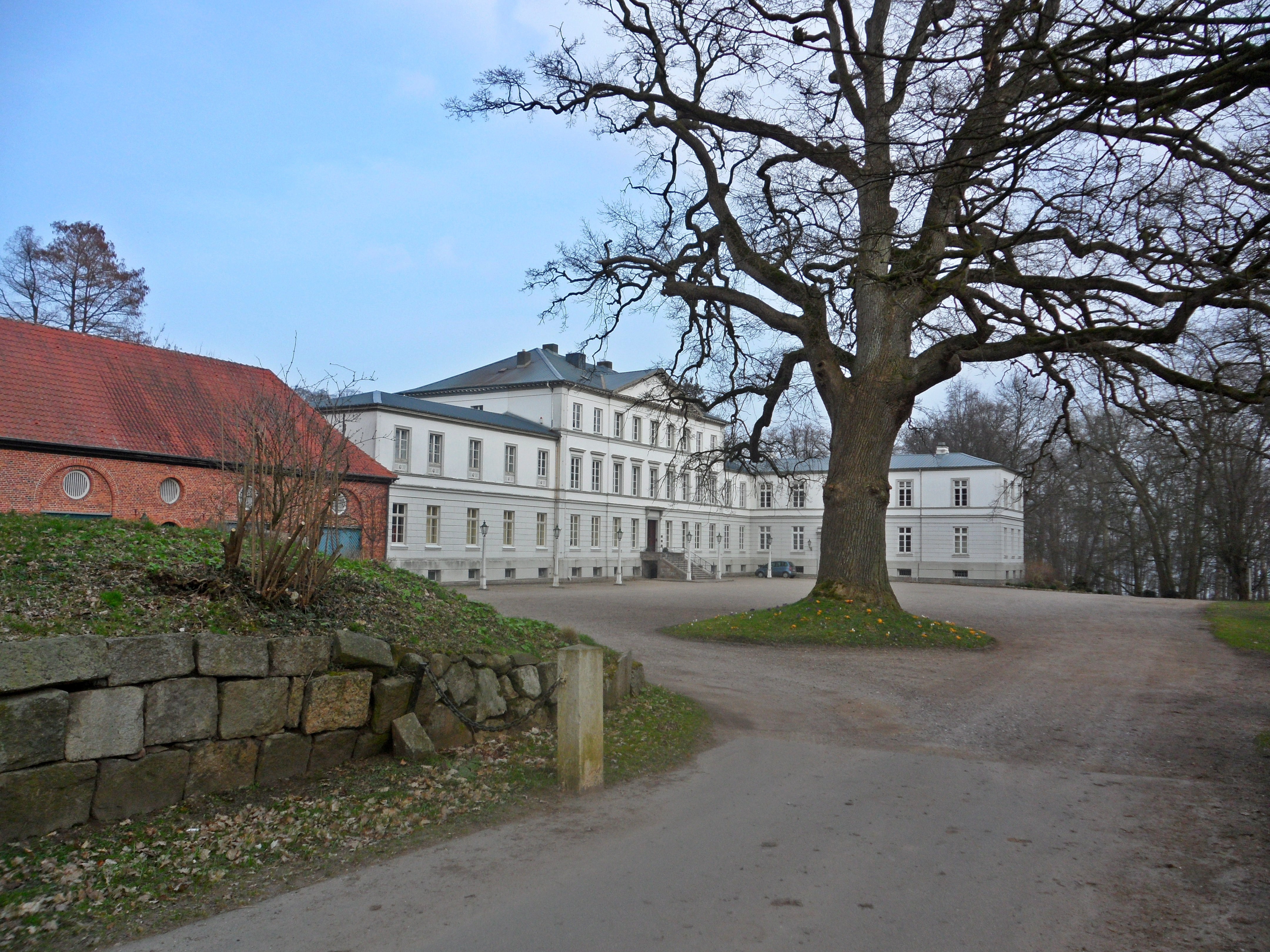
Nehmten

Ludwig von Plessen-Cronstern stammte aus dem ursprünglich edelfreien mecklenburg-holsteinischen Adelsgeschlecht von Plessen; er wurde als Sohn des Oberpräsidenten von Schleswig-Holstein Carl von Scheel-Plessen und der Henriette geb. von Cronstern geboren. Nach dem Besuch des Vitzthumschen Gymnasiums in Dresden studierte er an der Rheinischen Friedrich-Wilhelms-Universität Bonn Rechtswissenschaften. 1868 wurde er Mitglied des Corps Borussia Bonn.
Nach dem Studium wurde er preußischer und deutscher Diplomat. Von 1888 bis war er deutscher Generalkonsul in Budapest. Von 1890 bis 1894 war er preußischer Gesandter am Hessischen Hof in Darmstadt. Von 1894 bis 1902 war er außerordentlicher Gesandter und bevollmächtigter Minister des Deutschen Reichs am Griechischen Hof in Athen. Von 1902 bis 1907 war er abermals preußischer Gesandter am Württembergischen Hof in Stuttgart. Von Plessen-Cronstern war verheiratet mit Leopoldine Gräfin Hoyos (1870–1935), der Schwägerin von Herbert von Bismarck. Der deutsche Diplomat Leopold von Plessen war ihr Sohn.
Er erbte den von seiner Mutter Henriette geb. Schreiber von Cronstern eingebrachten Fideikommiss, der die Güter Nehmten, Marutendorf und Hohenschulen (Ortsteile von Achterwehr) umfasste.

## Ehrungen
- 17. August 1898: Standeserhöhung in den preußischen Grafenstand[3]
- Charakter als Wirklicher Geheimer Rat
- Verdienstorden Philipps des Großmütigen, Großkreuz (1894)[4]